# Combate de La Rioja
El Combate o Batalla de La Rioja fue un enfrentamiento en el marco contemporáneo de las Guerras Civiles Argentinas, ocurrido en la Ciudad de La Rioja (Argentina) el 16 de octubre de 1820. 
Por medio de este combate, el comandante Juan Facundo Quiroga (al mando de las milicias riojanas y montoneras locales) defendió La Rioja del Ejército Unitario y derrotó a Francisco Aldao, que debió acabar su operación bélica (de tomar el gobierno federal de La Rioja) y retirarse de la provincia.

## Antecedentes
El coronel Francisco Solano del Corro había ocupado La Rioja en su avance desde San Juan y Mendoza, tras derrotar al gobernador Francisco Ortiz de Ocampo. Tras unos días de ocupación, entró en conflicto con su segundo, Francisco Aldao, que lo expulsó de la ciudad y se hizo cargo de los Auxiliares de los Andes.

## La Batalla
El comandante del departamento de Los Llanos, Facundo Quiroga, había escapado de la derrota de Ocampo y había reunido milicias en su zona de influencia. Con sólo 80 hombres, marchó nuevamente sobre la ciudad de La Rioja, atacando a Aldao el 16 de octubre. El combate duró poco tiempo e increíblemente las milicias derrotaron a los invasores a pesar de ser menos, dándole la victoria al caudillo riojano, que ganaba así su primera batalla como jefe de sus tropas. Los Auxiliares de los Andes fueron incorporados al ejército provincial por Quiroga para así reforzar su poder.

## Consecuencias
Como consecuencia, Quiroga destituyó de su cargo a Ortiz de Ocampo como gobernador de La Rioja y lo reemplazó por el coronel Nicolás Dávila como nuevo gobernador. A partir de esa fecha, Facundo Quiroga se convirtió en el jefe de La Rioja, de modo que este pequeño combate alcanzó a tener una importancia clave en la Historia de la provincia de La Rioja.